# Tietgensbroen
 Der er for få eller ingen kildehenvisninger i denne artikel, hvilket er et problem. Du kan hjælpe ved at angive troværdige kilder til de påstande, som fremføres i artiklen.

Tietgensbroen (også kaldet Tietgensgadebroen) fører Tietgensgade over perronerne og baneterrænet ved Københavns Hovedbanegård syd for perronhallerne. Broen er fra 1907 og tegnet af Heinrich Wenck. Broen er 128,7 meter lang og 18,2 meter bred. 
Broen er opkaldt efter finansmanden C.F. Tietgen, der bl.a. var medstifter af en række jernbaneselskaber. 

## Historie
Broen blev bygget i anledning af opførelsen den nuværende hovedbanegård, der blev indviet i 1911, men broen blev taget i brug allerede 1. december 1907. Frem til 1968 var broen forsynet med dobbeltspor for sporvogne.

### Sporvogne
Broen blev fra indvielsen benyttet af sporvogne, eftersom linje 6, der dengang kørte til Enghave, omlagdes via broen. Sporvognslinje 10 forlængedes i 1919 over Tietgensbroen til Enghave og Valby i stedet for linje 6. Sporvognsskinnerne på broen var i brug indtil 1968, hvor linje 10 omstilledes til busdrift. 

### Billetsalg
Førhen skete billetsalg og -kontrol ved nedgang til perronerne, og Hovedbanegården var ikke i samme omfang som i dag åben for andre end rejsende, hvorfor det ikke var praktisk med flere nedgange til perronerne.

### Ophængning af køreledninger i 1984
Ved ophængning af køreledninger over fjerntogssporene i 1984 var der ikke tilstrækkelig frihøjde under Tietgensbroen og banegårdshallen. Under banegårdshallen valgte man at sænke sporene 20-30 cm. Derimod var det billigere at hæve hele broen frem for at sænke sporene eller opføre en helt ny bro. En nat i maj 1984 blev den 3.600 ton tunge bro således løftet 255 mm ved landfæstet ved Bernstorffsgade og 96 mm i den modsatte ende.

### Ombygning i 2000
Broen blev ombygget til større bredde i 2000, hvorved den mistede sine proportioner og sit oprindelige støbejernsrækværk tegnet af Wenck. Den havde allerede mistet sporvognsstandere og gadelygter i tiden efter 1968.

## Adgangsveje til perronerne
Fra broen er der trapper ned til perronerne. Trapperne til S-togs-perronerne (spor 9/10 og 11/12) stammer fra 1971, og trapperne til fjerntogsperronerne ved spor 1-8 blev først etableret i 1977. 
Senere blev der fra broens modsatte side anlagt nedgange til sporene 26 og 3-6 med trapper og elevatorer. Dette er eneste adgangsvej til spor 26.

## Udskiftning
Den over 100 år gamle bro er ved at være nedslidt og står til en total udskiftning senest i 2018-2020.
55°40′16″N 12°33′59″Ø / 55.67111°N 12.56639°Ø